# Hay's Ltd.
Hay's Ltd. was een warenhuis in Christchurch in Nieuw-Zeeland. Het bedrijf was actief van 1929 totdat het na de fusie in 1969 met Wright Stephenson & Co Ltd. in 1970 werd omgedoopt tot Haywrights.

## Geschiedenis
Op 13 december 1929 opende James L. Hay een winkel aan Gloucester Street in Christchurch. Ondanks de grote depressie in de jaren 1930 groeide de winkel. Hay werkte met een systeem waarbij hij de winst teruggaf aan zijn klanten via een kortingsregeling. 
Zowel in 1935 als in 1936 werd de winkel uitgebreid en 1938 breidde het bedrijf uit naar Colombo Street. In 1942 kocht Hay een deel van een pand aan Armagh Street, waar een ingang werd gerealiseerd tegenover Victoria Square. Na de oorlog, in 1947, werd de rest van het pand gekocht en in 1949 en 1950 breidde de winkel verder uit.   
Het bedrijf had een filiaal in Greymouth, dat in 1938 werd geopend. 
In 1969 fuseerde Hay's met Wright Stephenson & Co Ltd tot de nieuwe onderneming Hay's-Wright Stephenson Ltd., welke in 1970 werd hernoemd in Haywrights Ltd.